# Bogdan Hauși
Bogdan Hauși (ur. 29 września 1985, Rumunia) – rumuński piłkarz, grający na pozycji obrońcy.

## Kariera piłkarska

### Kariera klubowa
W 2007 rozpoczął karierę piłkarską w klubie FC Baia Mare. Latem 2008 przeszedł do mołdawskiego klubu Iscra-Stali Rybnica. Zimą 2010 został piłkarzem ukraińskiego Zakarpattia Użhorod. Latem 2011 opuścił zakarpacki klub. Potem występował w mołdawskich klubach Zimbru Kiszyniów, Rapid Ghidighici i FC Tiraspol.